# 1530 în literatură
- 1529 în literatură — 1530 în literatură — 1531 în literatură

Anul 1530 în literatură a implicat o serie de evenimente semnificative. 

## Cărți noi
- Erasmus din Rotterdam - Manualul soldatului lui Christos, carte de bune maniere
- Francesco Guicciardini - Istoria Italiei

## Nașteri
- 1 noiembrie : Étienne de La Boétie, scriitor francez (d. 1563).

## Decese
Format:1530